# Daimler und Benz Stiftung
Die Daimler und Benz Stiftung (ehemals Gottlieb Daimler- und Karl Benz-Stiftung) ist eine rechtsfähige Stiftung des bürgerlichen Rechts. Der Sitz ist Stuttgart; die Geschäftsstelle der Stiftung befindet sich im ehemaligen Wohnhaus der Familie Benz in Ladenburg.

## Geschichte

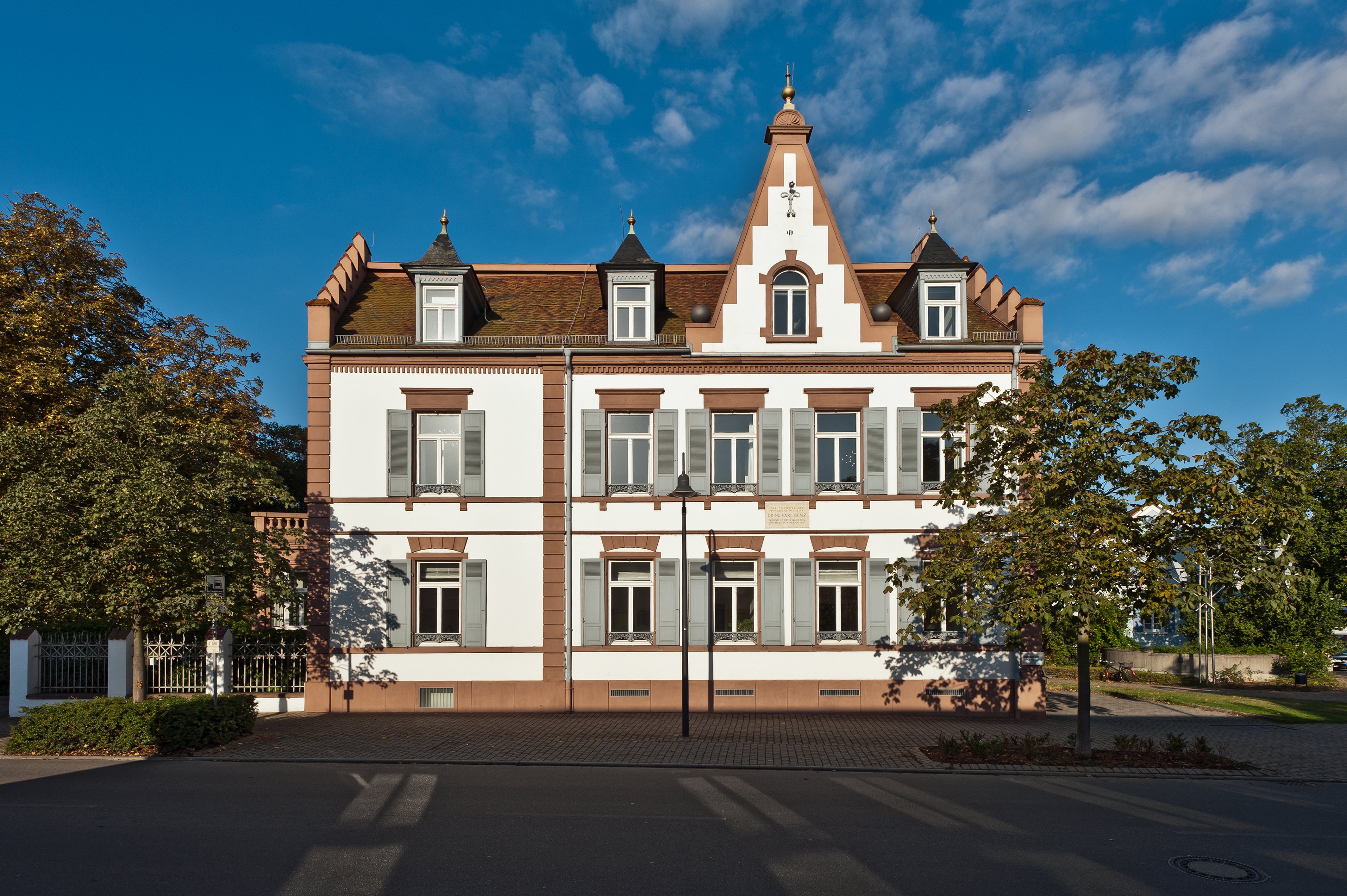
Das ehemalige Wohnhaus der Familie Benz in Ladenburg ist heute Sitz der Geschäftsstelle der Stiftung.

Die Stiftung wurde 1986 aus Anlass des 100. Jubiläums der Erfindung des Automobils, als „Gottlieb Daimler- und Karl Benz-Stiftung“ von der Daimler-Benz AG, heute Mercedes-Benz Group AG und Daimler Truck AG, gegründet. Sie ist benannt nach den beiden Unternehmensgründern Gottlieb Daimler und Carl Benz. Durch einen Beschluss des Kuratoriums der Stiftung wurde im März 2010 der Name in „Daimler und Benz Stiftung“ geändert.
Zweck der Daimler und Benz Stiftung ist die Klärung der Wechselbeziehungen zwischen Mensch, Umwelt und Technik. Hierzu leistet sie einen Beitrag, indem sie den fachübergreifenden wissenschaftlichen Dialog und interdisziplinäre Forschungsvorhaben fördert. In ihrem Stipendienprogramm unterstützt die Stiftung herausragende junge Wissenschaftler sämtlicher Disziplinen. Verschiedene Förderformate widmen sich relevanten Forschungsfragen. Mit mehreren Vortragsreihen trägt die Stiftung dazu bei, die Sichtbarkeit und Akzeptanz von Wissenschaft in der Öffentlichkeit zu verbessern.
Organe der Stiftung sind der Vorstand und der Stiftungsrat. Der Vorstand besteht aus zwei Mitgliedern, zurzeit Julia Arlinghaus und Lutz H. Gade. Der Stiftungsrat hat laut Satzung neun Mitglieder, wovon drei Mitglieder vom Vorstand der Mercedes-Benz Group AG und der Daimler Truck AG und je ein Mitglied vom jeweiligen Gesamtbetriebsrat der beiden Unternehmen benannt werden. Vier weitere Mitglieder aus der Wissenschaft werden kooptiert. Der 2021 verstorbene langjährige Vorstandsvorsitzende der Daimler-Benz AG Werner Breitschwerdt war Ehrenvorsitzender des Stiftungsrats. Zu den bekannten Persönlichkeiten des aktuellen Stiftungsrats gehören u. a. Renata Jungo Brüngger, Michael Brecht, Hartmut Hillmer und Oliver Bendel.

## Förderung von Verbundprojekten und Freiräumen
Die Daimler und Benz Stiftung versteht sich als zugleich operativ tätige und fördernde Stiftung mit verschiedenen Förderformaten. Die Ladenburger Kollegs stellen eine Schwerpunktförderung der Stiftung dar. Das Format bietet Wissenschaftlern die Möglichkeit, innerhalb eines interdisziplinären Forschungsverbunds Themenstellungen über einen längeren Zeitraum zu bearbeiten. Hierzu veröffentlicht die Stiftung in unregelmäßigen Abständen Ausschreibungen.
Aktuell fördert die Stiftung drei Ladenburger Kollegs: Im Verbundprojekt „Zukünftige Wasserkonflikte in Deutschland“ untersucht eine interdisziplinäre Wissenschaftlergruppe unter der Leitung von Hannah Kosow Konflikte bei der künftigen Nutzung und Verteilung von Wasser, beim Schutz von Wasserressourcen sowie beim Schutz von Hochwasser. Ziel ist, erwartbare Konfliktsituationen in Deutschland durch mögliche Lösungsansätze frühzeitig zu entspannen. Im Förderprojekt „Der Aggressor: Selbst- und Fremdwahrnehmung eines Akteurs zwischen den Nationen“ unter der Leitung von Thomas Maissen widmet sich ein interdisziplinär und mit einer gesamteuropäischen Perspektive arbeitendes Konsortium insbesondere der gegenwärtigen Deutung fremder und landeseigener Aggressoren und untersucht, wie diese Erzählungen nationale Vorstellungen prägen. Weiterhin brachte die Stiftung das von Jörg Roche geleitete Forschungsprojekt „Sprachstandsentwicklung bei Kindern mit Migrationshintergrund“ auf den Weg, das ein valides, verlässliches und objektives Verfahren zur Sprachstandsermittlung für Kinder entwickelte, die am Übergang zum Schuleintritt stehen. Das Verfahren soll pädagogischen Fachkräften ein praxistaugliches Werkzeug zur Verfügung stellen, mit dem sprachförderbedürfige Kinder identifiziert (Zuweisungsdiagnose) und gleichzeitig deren individueller Förderbedarf ermittelt werden kann (Förderdiagnose).
Mit dem Tagungsformat Ladenburger Diskurs bietet die Daimler und Benz Stiftung einen Freiraum für die interdisziplinäre Reflexion eines wissenschaftlich und gesellschaftlich relevanten Forschungsthemas. Die Stiftung stellt in ihren Räumlichkeiten einen Ort zur Verfügung, an dem Wissenschaftler und Experten aus der Praxis ein frei gewähltes, interdisziplinäres Forschungsthema ergebnisoffen erörtern können.

## Förderung des wissenschaftlichen Nachwuchses
Ein besonderes Augenmerk legt die Stiftung auf die Förderung des wissenschaftlichen Nachwuchses. Jedes Jahr erhalten zwölf ausgewählte Postdoktoranden, Juniorprofessoren bzw. Leiter junger Forschungsgruppen ein Stipendium der Stiftung. Es soll ihre berufliche Karriere gerade während der produktiven Phase nach ihrer Promotion stärken. Die Daimler und Benz Stiftung kooperiert in diesem Förderprogramm mit der Reinhard Frank-Stiftung, die Mittel für zwei Stipendien bereitstellt. Die Fördersumme beträgt für die Dauer von zwei Jahren 40.000 Euro pro Stipendium und kann beispielsweise zur Finanzierung wissenschaftlicher Hilfskräfte, technischer Ausrüstung, Forschungsreisen oder zur Teilnahme an Tagungen flexibel verwendet werden. Durch regelmäßige Treffen der jungen Wissenschaftler dieses stetig wachsenden Stipendiaten-Netzwerks in Ladenburg fördert die Daimler und Benz Stiftung zugleich den interdisziplinären Gedankenaustausch. Das Förderprogramm steht Bewerbern sämtlicher wissenschaftlicher Disziplinen offen, es gibt keine thematischen Einschränkungen.
Einmal jährlich vergibt die Stiftung den mit 10.000 Euro dotierten „Bertha Benz-Preis“ an eine junge Ingenieurin, die sich durch eine wissenschaftlich hervorragende Promotion ausgezeichnet hat. Dieser Preis würdigt – in Anlehnung an Bertha Benz (1849–1944) – Pioniergeist, Mut und visionären Charakter und soll auf die Bedeutung von Frauen in den Ingenieurwissenschaften hinweisen. Die prominente Namensstifterin unternahm im Jahr 1888 gemeinsam mit ihren beiden Söhnen die erste Fernfahrt in einem von Carl Benz konstruierten Automobil. Mit ihrem Wissen und technischen Verständnis stand sie ihrem Ehemann zeitlebens zur Seite.

## Austausch
Um den Wert der Wissenschaft für das Gemeinwesen sichtbar zu machen, fördert die Stiftung in unterschiedlichen Veranstaltungsreihen den Austausch zwischen Forschern und Öffentlichkeit. Über Vorträge in der Reihe „Dialog im Museum“ wird regelmäßig publiziert. Darüber hinaus erfolgt jährlich eine Ausschreibung für ein Veranstaltungsformat „Innovative Wissenschaftsvermittlung“.

## Publikationen (Auswahl)
Die Stiftung ist daran interessiert, dass die in den von ihr geförderten Projekten ermittelten Ergebnisse der Allgemeinheit zugutekommen und unterstützt daher primär Open-Access-Publikationen.
- Mathias Mitteregger et al.: AVENUE21. Politische und planerische Aspekte der automatisierten Mobilität. Berlin 2021; ISBN 978-3-662-63354-0. (Open Access)
- Mathias Mitteregger et al.: AVENUE21. Automatisierter und vernetzter Verkehr: Entwicklungen des urbanen Europa. Berlin 2020; ISBN 978-3-662-61283-5. (Open Access)
- Stefan Brüggerhoff/Dominik Kimmel (Hrsg.): Museen – Orte des Authentischen? Museums – Places of Authenticity? (= Römisch-Germanisches Zentralmuseum Mainz – Tagungen, Band 42). Heidelberg 2020; ISBN 978-3-948465-97-1. (Open Access)
- Hans-Jürgen Buxbaum (Hrsg.): Mensch-Roboter-Kollaboration. Wiesbaden 2020; ISBN 978-3-658-28307-0.
- Alexander Roßnagel/Gerrit Hornung (Hrsg.): Grundrechtsschutz im Smart Car. Kommunikation, Sicherheit und Datenschutz im vernetzten Fahrzeug. Wiesbaden 2019; ISBN 978-3-658-26944-9.
- Oliver Bendel (Hrsg.): Pflegeroboter. Wiesbaden 2018; ISBN 978-3-658-22698-5. (Open Access)
- Markus Maurer/Chris Gerdes/Barbara Lenz/Hermann Winner (Hrsg.): Autonomes Fahren: Technische, rechtliche und gesellschaftliche Aspekte. Berlin und Heidelberg 2015; ISBN 978-3-662-45853-2. (Open Access)